# Liste des aéroports au Gabon
Cet article dresse une liste des aéroports au Gabon, triés par emplacement. 

## Carte

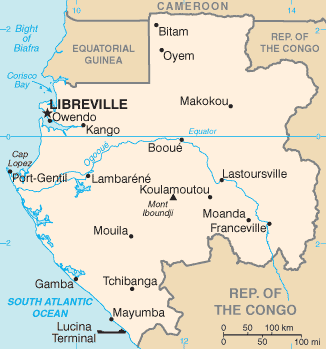
Carte du Gabon

| Franceville Koulamoutou Libreville Makokou Mouila Oyem Port-Gentil Tchibanga |

## Liste
| Location     | ICAO | IATA |                                       |
| ------------ | ---- | ---- | ------------------------------------- |
| Akieni       | FOGA | AKE  | Akieni                                |
| Bakoumba     |      |      | Bidoungui Airport                     |
| Bitam        | FOOB | BMM  | Bitam Airport                         |
| Booué        | FOGB | BGB  | Booué Airport                         |
| Cocobeach    | FOOC |      | Cocobeach Airport - closed            |
| Fougamou     | FOGF | FOU  | Fougamou Airport                      |
| Franceville  | FOON | MVB  | Aéroport de Franceville               |
| Gamba        | FOGX | GAX  | Gamba Airport                         |
| Iguéla       | FOOI | IGE  | Tchongorove Airport                   |
| Koulamoutou  | FOGK | KOU  | Aéroport de Koulamoutou               |
| Lambaréné    | FOGR | LBQ  | Aéroport de Lambaréné                 |
| Lastourville | FOOR | LTL  | Lastourville Airport                  |
| Libreville   | FOOL | LBV  | Aéroport international Léon-Mba       |
| Makokou      | FOOK | MKU  | Aérodrome de Makokou                  |
| Mayumba      | FOOY | MYB  | Mayumba Airport                       |
| Mbigou       | FOGG | MBC  | Mbigou Airport                        |
| Médouneu     |      | MDV  | Médouneu Airport                      |
| Mékambo      | FOOE | MKB  | Mékambo Airport                       |
| Minvoul      | FOGV | MVX  | Minvoul Airport                       |
| Mitzic       | FOOM | MZC  | Mitzic Airport                        |
| Moabi        | FOGI | MGX  | Moabi Airport                         |
| Moanda       | FOOD | MFF  | Aéroport de Moanda                    |
| Mouila       | FOGM | MJL  | Mouila Airport                        |
| Mounana      |      |      | Léboka Airport                        |
| Ndendé       | FOGE | KDN  | Ndendé Airport                        |
| Ndjolé       | FOGJ | KDJ  | Ndjolé Ville Airport                  |
| Okondja      | FOGQ | OKN  | Okondja Airport                       |
| Omboué       | FOOH | OMB  | Omboué Hospital Airport               |
| Oyem         | FOGO | OYE  | Aéroport d'Oyem                       |
| Petit Bambam |      |      | Petit Bambam Airport                  |
| Port-Gentil  | FOOG | POG  | Aéroport international de Port-Gentil |
| Setté Cama   | FOOS | ZKM  | Aérodrome de Setté Cama               |
| Tchibanga    | FOOT | TCH  | Tchibanga Airport                     |

## Voir également
- Agence nationale de l'aviation civile du Gabon
- Liste des aéroports par code OACI: F # FO - Gabon
- Wikipédia: WikiProject Aviation / Listes de destinations des compagnies aériennes: Afrique # Gabon

- « ICAO Location Indicators by State » [PDF], International Civil Aviation Organization, 12 janvier 2006

- « UN Location Codes: Gabon] [includes IATA codes », UN/LOCODE 2006-2, UNECE, 30 avril 2007